# Tractat de Baiona (1462)
|  | Per a altres significats, vegeu «Tractat de Baiona». |

El Tractat de Baiona va ser signat el 9 de maig de 1462 a la ciutat de Baiona entre el rei de la Corona d'Aragó Joan II el Sense Fe (qui el signà a Saragossa el 21 de maig) i el rei Lluís XI de França (que al seu torn el signà el 15 de juny a Chinon). Per mitjà d'aquest tractat, Joan renunciava als comtats de Rosselló i Cerdanya a canvi que Lluís li prestés ajuda militar per tal de sotmetre la resta de Catalunya durant la Guerra Civil Catalana.

## Les negociacions
Amb l'esclat de la Guerra Civil Catalana, Joan el Sense Fe va buscar el suport de Lluís XI de França per tal de sufocar la revolta dels estaments. El 3 de maig de 1462 té lloc l'Entrevista de Salvatierra entre els dos monarques: inicialment, pel Tractat de Saragossa Lluís XI oferí ajut militar a Joan II a canvi d'un pagament pel qual les rendes del Rosselló i la Cerdanya quedaven empenyorades per un valor de 200.000 escuts. Finalment, però, al tractat de Baiona les condicions foren encara més dures.

## El tractat
Finalment el tractat va consistir que fins que no es retornés el deute, Joan II cedia temporalment al rei francès els drets sobirans sobre Els Comtats, així com llur jurisdicció i emoluments. La xifra total del deute es va quantificar en 300.000 escuts d'or. Quedaren específicament inclosos en aquesta cessió els castells de Perpinyà i de Cotlliure i també Puigcerdà, places fortes a on s'instal·laren les noves guarnicions franceses.
Cal remarcar que formalment no es tractava d'una annexió dels comtats al regne de França: ho deixava clar el mateix Lluís XI en llur correspondència amb Gastó IV de Foix (cap dels exèrcits francesos al Llenguadoc i gendre de Joan II).

## Conseqüències
El rei francès s'apoderà dels comtats en pocs dies l'agost de 1462. Però a partir de llavors l'auge de la resistència nord-catalana va obligar-lo a enviar-hi un exèrcit francès comandat pel duc de Nemours Jaume d'Armanyac el gener de 1463. I com que de facto l'havia de conquerir va voler assumir-ne fins i tot la possessió formal argüint que Joan II havia estat renegat pels catalans i que, per tant, si el territori no tenia senyor podia ser conquerit per qualsevol.
Paral·lelament, la notícia que Joan II havia hipotecat una part del país als francesos va enfurismar els catalans i fou molt mal rebuda a Barcelona, cosa que va convèncer encara més les autoritats catalanes (amb el Consell del Principat al capdavant) de la necessitat de la revolta contra el rei.

## Recuperació dels comtats el 1473
L'ocupació francesa fou molt mal acceptada pels rossellonesos. Quan Joan II i el seu exèrcit recuperen Perpinyà, l'1 de febrer de 1473, es troben amb les portes obertes de la població. Al març els francesos contraataquen assetjant Perpinyà i saquejant el Rosselló. El 17 de setembre fou signat el Tractat de Perpinyà segons el qual els comtats esdevenien territori neutral fins al reemborsament del deute contret per Joan II. Amb tot, cal dir que el tractat no fou respectat i les tropes franceses tornaren immediatament als comtats, posant setge a Perpinyà i apoderant-se d'Elna.
El reembossament del deute de Joan II no es va produir mai; i com que els Comtats es mostren molt difícils de governar per la constant resistència dels rossellonesos i, en particular, dels perpinyanesos, Lluís XI va decidir de restituir-los a Ferran II. El retorn es va produir amb el Tractat de Barcelona el 19 de gener de 1493, entre Ferran II i Carles VIII de França. La restitució per part de Carles VIII és feu amb la intenció d'obtenir la neutralitat de la Corona d'Aragó quan el rei francès iniciés la conquesta de Nàpols.